# Лъвицата (теленовела, 1961)
Лъвицата (на испански: La leona) е мексиканска теленовела, създадена от Мариса Гаридо и режисирана и продуцирана от Ернесто Алонсо за Телесистема Мехикано през 1961 г.
В главните роли са Ампаро Ривейес и Ернесто Алонсо, а в отрицателните роли са Жаклин Андере, Мария Антониета де лас Ниевес и Гилермо Мурай.

## Сюжет
Историята разказва за жена с положение, която е измамена от привлекателен мъж, чиято цел е нейното наследство. След като я обезчестява, той ѝ предлага единствено недостоен живот и я изоставя, а това я превръща в сурова и отмъстителна жена. Минават години и в най-голямата ѝ болка се превръща омразата, която дъщеря ѝ изпитва към нея, вярвайки, че тя е виновна за това, че израства без баща.  

## Актьори
- Ампаро Ривейес – Алисия
- Ернесто Алонсо
- Аугусто Бенедико
- Гилермо Мурай
- Жаклин Андере – Мария
- Мария Антониета де лас Ниевес – Мария (дете)
- Пруденсия Грифел
- Луис Баярдо
- Херардо дел Кастийо
- Малена Дория
- Ада Караско
- Джуди Понте
- Артуро Бенавидес
- Едуардо Макгрегър

## Премиера
Премиерата на Лъвицата е през 1961 г.

## Версии
- Белязана жена, мексиканска теленовела от 1979 г., продуцирана от Ернесто Алонсо за Телевиса, с участието на Саша Монтенегро, Мартин Кортес и Исабела Корона.
- Лъвицата, бразилска теленовела от 1982 г., продуцирана от Система Бразилейро де Телевисао, с участието на Мария Естела, Луис Парейрас и Суси Камачо.
- Ако Бог ми отнеме живота, мексиканска теленовела от 1995 г., продуцирана от Педро Дамян и Хуан Осорио, с участието на Даниела Ромо, Сесар Евора и Енрике Лисалде.